# Nicollet County
Nicollet County er et county i den amerikanske delstat Minnesota. Nicollet County ligger i den centrale del af delstaten og grænser op til Sibley County i nord Le Sueur County i øst, Blue Earth County i sydøst, Brown County i sydvest og mod Renville County i nordvest.
Nicollet Countys totale areal er 1 209 km² hvoraf 38 km² er vand. I 2000 havde amtet 29.771 indbyggere. Det administrative centrum i Nicollet County ligger i byen St. Peter.
Nicollet County har fået sit navn efter den franske matematikere Joseph Nicolas Nicollet.
44°20′N 94°15′V / 44.34°N 94.25°V